# Yorba Linda
Yorba Linda est une municipalité américaine située dans le comté d'Orange, en Californie. Au recensement de 2010, sa population est de 64 234 habitants. Elle n'est cependant pas classée parmi les 100 plus grandes villes de Californie.
Elle est la ville où est né le président Richard Nixon en 1913, et l'on peut y trouver sa bibliothèque présidentielle. Selon la liste de CNN, Yorba Linda est la 21e meilleure ville du pays au niveau de la qualité de vie, et la deuxième de l'État de Californie.

## Histoire
La région était occupée par les indiens Juaneño. En 1769, une expédition espagnole traversa cette région. Parmi les soldats se trouvait José Antonio Yorba (en). En 1809, Yorba demanda au roi d'Espagne une concession de terre et reçut 62 000 acres (soit 250 km2) qui devinrent Rancho Santiago de Santa Ana en 1810. En 1834, son troisième fils Bernardo Yorba (en) combina les terres de son père à celles qui lui furent données par le gouverneur José Figueroa, créant un des plus grands ranchs de l'époque à cet endroit. Une partie de ces terres fut vendue à la Janss Corporation en 1907, et il subdivisa la terre et la revendit pour l'agriculture et les manufactures. La ville était connectée à Los Angeles par la Pacific Electric Railway. La petite ville commença à s'agrandir durant les années 1960 et après l'annexion échouée proposée par Anaheim en 1963, Yorba Linda fut incorporée en 1967. Le site du Don Bernardo Yorba Ranchhouse est listé en tant que California Historical Landmark.
Le président Richard Nixon est né à Yorba Linda en 1913, il y a vécu jusqu'en 1922 et y est enterré. Sa maison est listée en tant que National Historic Landmark et California Historical Landmark. Près de sa maison se trouve la Bibliothèque et Musée Présidentiel de Richard Nixon.

## Géographie
Selon le Bureau du recensement des États-Unis, la ville a une superficie de 51,4 km2, dont 1,3 km2 d'eau et 50,2 km2 de terre, la part de l'eau étant de 2,47 % du total.

## Démographie
| Groupe            | Yorba Linda | Californie | États-Unis |
| ----------------- | ----------- | ---------- | ---------- |
| Blancs            | 75,1        | 57,6       | 72,4       |
| Asiatiques        | 15,6        | 13,1       | 4,8        |
| Métis             | 4,0         | 4,9        | 2,9        |
| Autres            | 3,5         | 17,0       | 6,2        |
| Afro-Américains   | 1,3         | 6,2        | 12,6       |
| Amérindiens       | 0,4         | 1,0        | 0,9        |
| Océaniens         | 0,1         | 0,4        | 0,2        |
| Total             | 100         | 100        | 100        |
|                   |             |            |            |
| Latino-Américains | 14,4        | 37,6       | 16,7       |

Selon l'American Community Survey pour la période 2010-2014, 76,25 % de la population âgée de plus de 5 ans déclare parler l'anglais à la maison, 6,81 % déclare parler l'espagnol, 3,80 % une langue chinoise, 2,03 % le coréen, 2,02 % le vietnamien, 1,56 % le tagalog, 1,51 % le persan, 0,80 % le gujarati, 0,64 % l'arabe, 0,60 % l'hindi, 0,56 % l'arménien et 3,33 % une autre langue.
Le revenu moyen d'un ménage est de 79 593 $,et celui d'une famille de 86 132 $. Les hommes ont un revenu moyen de 66 712 $ contre 41 820 $ pour les femmes. Le revenu moyen par tête est de 36 173 $. Près de 2,5 % des familles et 3,0 % de la population vit en dessous du seuil de pauvreté, dont 2,9 % de ceux en dessous de 18 ans et 5,4 % de ceux de 65 ans et plus[réf. nécessaire].

## Personnalités célèbres liées à Yorba Linda
- Richard Nixon, 37e président des États-Unis, né le 9 janvier 1913
- Mitzi Kapture, née le 2 mai 1962.